# Giánnis Kefallinós
Giánnis Kefallinós (grec moderne : Γιάννης Κεφαλληνός ; Alexandrie, Khédivat d'Égypte, 21 juillet 1894 - Athènes, Royaume de Grèce, 27 février 1957), également connu sous le nom de Jean Kephallinos, est un graveur grec de renom, concepteur de livres, ainsi que professeur à l'École des beaux-arts d'Athènes.

## Biographie
Les parents de Kefallinós sont de riches bourgeois originaires des îles de Zante et de Chios. Diplômé en 1912 de l'Averófio d'Alexandrie, il entreprend des études d'ingénieur dans la ville de Gand, en Belgique. Cependant, il décide d'abandonner ses études à Gand afin de se rendre à Paris, où il étudie l'histoire de l'art et la peinture.
Pendant la période 1914-1918, il rentre à Alexandrie afin de se tenir à l'écart de l'agitation engendrée par la Première Guerre mondiale,. Au cours de cette même période, il étudie la peinture et l'estampe. Il réalise également ses premières gravures pour le compte de la revue satirique Masca (1918), publiée par le cercle de la revue littéraire Grámmata,. À la fin de la Première Guerre mondiale, il retourne à Paris, où il continue à travailler dans le domaine de la gravure et de l'illustration d'ouvrages. En 1922, il illustre le livre Mer océane de Joseph Rivière , tandis que deux ans plus tard, il illustre le livre Sur la pierre blanche d'Anatole France. À la même époque, il se marie et s'installe en Touraine. Durant les années suivantes, son travail devient connu en Grèce grâce à l'homme littéraire Kóstas Várnalis.
En 1930, il s'installe en Grèce et prend rapidement la direction du laboratoire de gravure nouvellement créé au sein de l'École des beaux-arts d'Athènes. Il y enseigne la gravure sur bois, la gravure sur cuivre et la lithographie. C'est au sein de son atelier que de grands graveurs grecs tels que Vásso Katráki, Kóstas Grammatópoulos, Tássos (Alevízos), Giórgos Varlámos, Tilémachos Kánthos et bien d'autres effectuent leurs études,.
Au moment de la déclaration de guerre en 1940, Kefallinós met son atelier et ses étudiants au service de la Grèce combattante en publiant des affiches à contenu patriotique/propagandiste. En 1942, il participe à la deuxième exposition professionnelle d'art avec trois dessins sur le thème de la famine à Athènes. Par la suite, il est arrêté avec trois de ses étudiants (Tássos (Alevízos), Antónis Kanás et Aléxandros Korogiannákis) par les autorités d'occupation italiennes pour « défaitisme et activité communiste » en raison de leurs travaux et sont emmenés à la prison Avérof,. Plus tard, il soutient ouvertement la lutte de Chypre contre l'occupation britannique.
Il remporte deux fois le premier prix lors des expositions de livres grecs organisées par la Société philotechnique, plus précisément en 1939, lors de la 9e exposition, pour le livre La mort de Médicis (grec moderne : Ο Θάνατος του Μέδικου) de Pantelís Prevelákis et en 1946, lors de la 10e exposition, pour le livre Le paon (grec moderne : Το Παγώνι) de Zacharías Papantoníou,.
Au cours de la période entre 1950 et 1954, il dessine des timbres en collaboration avec la Poste grecque,. Il conçoit également une police de caractères sous le nom de « Theókritos » (grec moderne : Θεόκριτος) pour la publication de l'album Dix lécythes blancs du Musée d'Athènes (grec moderne : Δέκα Λευκαί Λήκυθοι του Μουσείου Αθηνών ; 1956).
De 1954 jusqu'à sa mort en 1957, il est directeur de l'École des beaux-arts d'Athènes. Il meurt le 27 février 1957, à l'âge de 62 ans.

## Son œuvre
Kefallinós, « le silencieux » selon les termes de Pantelís Prevelákis et « Kalogiánnis » selon les termes de ses proches, ne se soucie guère de la promotion de son œuvre. En effet, ses créations sont dispersées çà et là, principalement dans des livres que lui-même conçoit et illustre. C'est le cas des Esclaves assiégés (grec moderne : Σκλάβοι Πολιορκημένοι) de Kóstas Várnalis (1928), La mort de Médicis (grec moderne : Ο Θάνατος του Μέδικου) de Pantelís Prevelákis (1939), Le paon (grec moderne : Το παγώνι) de Zacharías Papantoníou (1946), l'Ascétique (grec moderne : Ασκητική) de Níkos Kazantzákis (1927), entre autres.
L'œuvre, ainsi que la personnalité de Kefallinós, influencent ses étudiants, qui organisent une exposition rétrospective au sein de l'École des beaux-arts d'Athènes, quelques mois après sa mort. Aujourd'hui, l'œuvre de Kefallinos, qui se distingue par son excellence et son dynamisme pionnier, est connue grâce aux efforts d'Emmanouíl Ch. Kásdaglis, qui contribue largement à la promotion de l'œuvre de ce graveur grec de renom.